# Heinrich XIII. Prinz Reuß

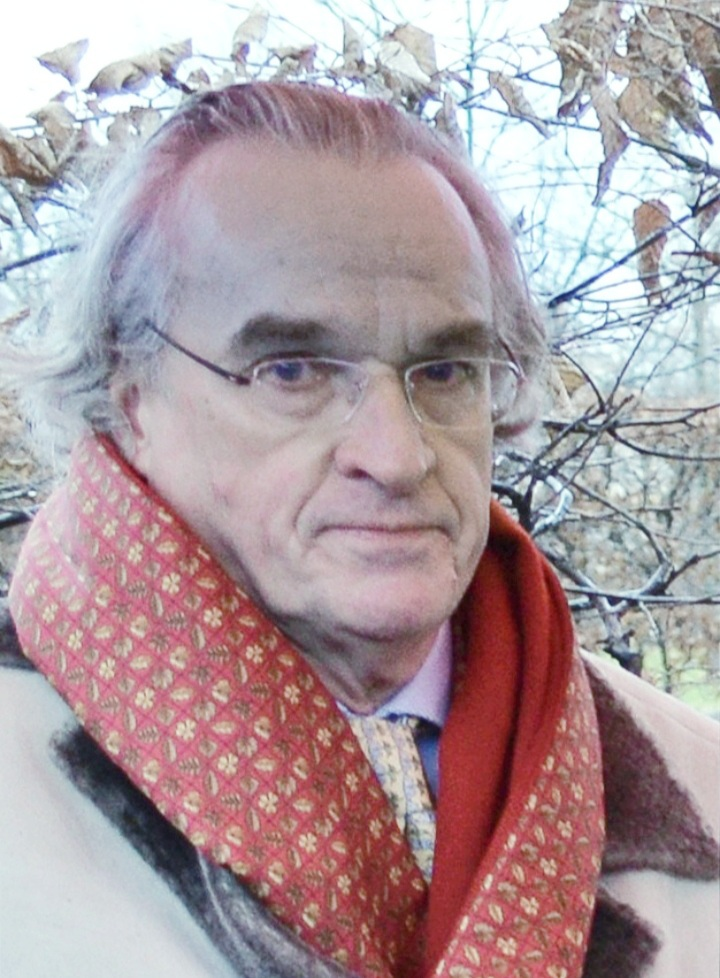
Heinrich XIII. Prinz Reuß (2018)

Heinrich XIII. Prinz Reuß (* 4. Dezember 1951 in Büdingen) ist ein deutscher Immobilienunternehmer und Angehöriger des Hauses Reuß, der als Akteur der Reichsbürgerbewegung in Erscheinung getreten ist. Er wird als zentrale Figur der mutmaßlich rechtsterroristischen Gruppierung „Patriotische Union“ betrachtet, die den gewaltsamen Umsturz des politischen Systems in Deutschland vorbereitet haben soll. In diesem Zusammenhang wurde er im Dezember 2022 unter dem dringenden Tatverdacht verhaftet, einer der beiden Rädelsführer einer terroristischen Vereinigung zu sein. Deswegen sowie wegen des Verdachts der Vorbereitung eines hochverräterischen Unternehmens wurde er im Dezember 2023 vor dem Oberlandesgericht Frankfurt am Main angeklagt.

## Leben

### Herkunft und Familie
Heinrich XIII. Prinz Reuß ist Diplomingenieur und entstammt dem Seitenzweig Köstritz des Hauses Reuß. Dessen frühere Hauptlinien, die beiden 1927 bzw. 1945 im Mannesstamm erloschenen Häuser Reuß älterer Linie und Reuß jüngerer Linie, stellten bis zur Novemberrevolution 1918 die regierenden Fürsten zweier Kleinstaaten in Thüringen.
Er ist das fünfte von sechs Kindern des Ehepaares Heinrich I. Prinz Reuß, genannt Harry (1910–1982), und Woizlawa-Feodora geborene Herzogin zu Mecklenburg (1918–2019), der Tochter von Herzog Adolf Friedrich zu Mecklenburg. Sein Vater war leiblicher Sohn von Prinz Heinrich XXXIV. Reuß und zugleich aus erbrechtlichen Gründen Adoptivsohn von Prinz Heinrich XLV. Reuß, dem Onkel seiner Ehefrau. Die vier Brüder Heinrichs Prinz Reuß heißen – den historischen Gepflogenheiten des Hauses Reuß entsprechend – ebenfalls „Heinrich“, aber mit abweichender Nummerierung. Die Ordinalzahl im Namen ist Folge der Familientradition, allen männlichen Angehörigen des Hauses Reuß den Leitnamen Heinrich zu geben und die Zählung in jedem Jahrhundert neu mit I zu beginnen. Im Familien- und Freundeskreis wird er auch „Enrico“ genannt, die italienische Form von „Heinrich“, bzw. davon abgeleitet „Rico“.
Über seine Mutter, die eine Cousine der niederländischen Königin Juliana war, ist er ein Cousin zweiten Grades der früheren niederländischen Königin Beatrix; gemeinsamer Urgroßvater war Großherzog Friedrich Franz II. von Mecklenburg. Mütterlicherseits war seine Mutter eine Enkelin des letzten regierenden reußischen Fürsten Heinrich XXVII. Da der Grundbesitz der Familie – wie auch derjenige anderer Familienzweige – im Zuge der Bodenreform in der Sowjetischen Besatzungszone ab 1945 enteignet wurde, zog sie nach Westdeutschland und fand zunächst im Schloss Büdingen Aufnahme, da die Schwester seines Vaters mit dem damaligen Familienoberhaupt des Hauses Ysenburg-Büdingen, Otto Friedrich Fürst zu Ysenburg und Büdingen (1904–1990), verheiratet war. Dann wurde der Familie ein Haus am Büdinger Marktplatz zugewiesen, in dem Heinrich XIII. Prinz Reuß geboren wurde. Der heutige Hauschef des Hauses Ysenburg-Büdingen, Wolfgang-Ernst Fürst zu Ysenburg und Büdingen, ist sein Cousin; er distanziert sich von Prinz Reuß’ Ansichten seit etwa 2007.
1989 heiratete er die gebürtige Iranerin Susan Doukht Jaladi, mit der er zwei Kinder hat. Die später geschiedene Ehe entsprach nicht dem Reuß’schen Hausgesetz. Aus dem Familienverein des Hauses Reuß ist er 2008 ausgetreten; in der theoretischen innerfamiliären Titelerbfolge des früheren Fürstengeschlechts würde er Rang 17 einnehmen. Seine Lebensgefährtin, die russische Staatsbürgerin Vitalia B., unterstützt ebenfalls die Reichsbürgerbewegung und wurde am selben Tag wie Prinz Reuß festgenommen.
Prinz Reuß lebte bis zu seiner Verhaftung in Frankfurt am Main und ist Eigentümer des nach der Wende zurückgekauften Jagdschlosses Waidmannsheil im ostthüringischen Saaldorf, einem Ortsteil von Bad Lobenstein. Die Immobilie gehörte früher dem Adoptivvater des Vaters, nämlich Prinz Heinrich XLV. Reuß, und wurde während der DDR-Zeit als Urlaubs- und Schulungsheim genutzt. Prinz Reuß nutzte das historische Schloss für diverse Veranstaltungen; er ist etwa Schirmherr von Golfturnieren des Fürstlichen Hickory Golf Clubs Reuß, den er 2017 dort mitgründete. Im Jagdschloss versammelten sich Mitglieder der Gruppierung „Patriotische Union“ mehrmals.

### Restitutionsbemühungen
In den 1990er Jahren bemühten sich seine Mutter und er intensiv darum, frühere Besitzungen des Hauses Reuß, wie das ehemalige Reußische Theater Gera vom staatlichen in ihr privates Eigentum zurückzuführen. 20 Jahre versuchten sie, die nach 1945 erfolgte Enteignung des Eigentums von Heinrich XLV. (Reuß jüngere Linie) anzufechten. In Prozessen um die Rückübertragung des Familienerbes setzte Prinz Reuß einen Großteil seines Vermögens für Anwaltskosten ein, erlitt vor Gericht jedoch häufig Niederlagen. Nachdem sie Kunstgegenstände rückübertragen bekommen hatten, wurden diese 1998 versteigert, danach ging ein Teil des so erlangten Geldes an die Sekte „Fiat Lux“ der Wunderheilerin Uriella, der sich seine Mutter angeschlossen hatte.
Im Jahr 2008 wurde seiner Mutter das Eigentum an Schloss Thallwitz in Sachsen im Rahmen eines Vergleichs rückübertragen; es befindet sich seit der Jahrtausendwende in einem vernachlässigten Zustand.
Prinz Reuß setzte sich auch für die Wiederherstellung der Gruft mit den Sarkophagen des Hauses Reuß in Gera ein, die sich ursprünglich in der 1780 abgebrannten Johanniskirche befand. Am historischen Ort war zugleich ein Informationszentrum geplant.

### Reichsbürgeraktivitäten
Im Januar 2019 wurde Prinz Reuß kurzfristig nach Absage eines anderen Redners eingeladen, eine Keynote auf dem Worldwebforum in Zürich zu halten, die er unter den Titel „Aufstieg und Fall der blaublütigen Elite“ stellte. Darin behauptete er, dass die Familie Rothschild und die Freimaurer in der Vergangenheit Kriege und Revolutionen finanziert hätten, um unliebsame Monarchien zu beseitigen. Das Publikum reagierte mit Buhrufen und verließ teilweise den Saal. In der verschwörungsideologischen Szene stieg er zu einer populären Figur auf. Er bezeichnet die Bundesrepublik Deutschland und ihre Gerichte als BRD GmbH und bestreitet deren Rechtmäßigkeit. Seine Reden in der Öffentlichkeit waren nach Einschätzung verschiedener Journalisten durchsetzt „von antisemitischen, demokratiefeindlichen und verschwörerischen Aussagen“. Zum Beispiel sei der Erste Weltkrieg nach seiner Überzeugung geführt worden, um die „Verbreitung der jüdischen Bevölkerung voranzutreiben“.
Im Frühjahr 2021 ließ Prinz Reuß in Bad Lobenstein Aufrufe einer „staatlichen Wahlkommission Reuß“ zur Eröffnung von Wahllisten für einen „Verweser“ – historisch eine Person, die einen abwesenden Monarchen in seinen Regierungsgeschäften vertritt – plakatieren, die das Wappen des Hauses Reuß trugen. Er war überzeugt, dass ihm durch „Geburt und Abstammung“ erworbene Rechte aus der Zeit vor 1918 zustehen, die es ihm erlauben, die Strukturen der Verwaltung zu bestimmen.
Im Sommer 2022 fanden alle Bad Lobensteiner ein Flugblatt im Briefkasten, dem zufolge Bundesbürger grundsätzlich staatenlos seien und keine staatsbürgerlichen Rechte hätten. Als Lösung wurde empfohlen, die Website www.meldestelle-staatsangehoerige-reuss.de zu besuchen, wo sich feststellen lasse, wer von den Einwohnern der Stadt noch „im Besitz der Staatsangehörigkeit der Bundesstaaten Fürstentümer Reuß“ sei, die „Sie durch Geburt und Abstammung von Ihren Ahnen rechtmäßig ererbt haben“.
Reuß war am 19. August 2022 zu einem offiziellen Empfang des parteilosen, aber als Befürworter der Reichsbürgerbewegung bekannten seinerzeitigen Bad Lobensteiner Bürgermeisters Thomas Weigelt ins Neue Schloss geladen worden. Der Journalist der Ostthüringer Zeitung Peter Hagen, der sich erkundigte, warum die Stadt den der Reichsbürgerszene zuzuordnenden Reuß zu einer offiziellen Veranstaltung eingeladen hatte, wurde, statt eine Auskunft zu erhalten, des Saales verwiesen. Bei dem Marktfest am nächsten Tag filmte der Journalist Peter Hagen das Trio Reuß, Bürgermeister Weigelt und den AfD-Landtagsabgeordneten Uwe Thrum um einen Stehtisch. Das Filmen des Bürgermeisters und seiner Gäste führte zu einer Gewaltattacke. Weigelt griff den Journalisten körperlich an, um ihn am Filmen zu hindern. Dabei wurde der Journalist verletzt, seine Kameraausrüstung wurde beschädigt und er musste im Krankenhaus behandelt werden. Später wurde Bürgermeister Weigelt seines Amtes enthoben und verklagt.
Der Vorfall erregte bundesweit Aufsehen. Bundesinnenministerin Nancy Faeser kritisierte die Gewaltattacke auf den Journalisten scharf. Ohne freie und kritische Medien gebe es keine Demokratie, erklärte sie, und forderte zugleich eine vollständige Aufklärung des Vorfalls. Zwei Tage nach dem Angriff distanzierte sich auch der Sprecher des Hauses Reuß, Heinrich XIV. Reuss (* 1955), öffentlich von den Aktivitäten Heinrichs XIII., der den Familienverbund vor 14 Jahren auf eigenen Wunsch verlassen habe. Er sei ein „teilweise verwirrter“ Mann, der „verschwörungstheoretischen Irrmeinungen“ aufsitze.
Am 7. Dezember 2022, nach dem Aufdecken der Verschwörung der Reichsbürger, erklärte Heinrich XIV. Reuss gegenüber dem MDR Thüringen, sein entfernter Verwandter, mit dem er persönlich schon länger keinen Kontakt habe, sei vor 30 Jahren ein moderner Unternehmer gewesen, der sich nach Enttäuschungen radikalisiert habe.

## Verhaftung wegen eines geplanten Staatsstreichs
Heinrich XIII. Prinz Reuß und 24 weitere Personen wurden am Morgen des 7. Dezembers 2022 im Rahmen einer großangelegten Polizeiaktion in elf deutschen Bundesländern mit rund 3000 Beamten sowie in zwei Fällen im Ausland wegen eines mutmaßlich geplanten Staatsstreichs festgenommen. Der Generalbundesanwalt sah Reuß, der dem „Rat“ der Organisation vorgestanden haben soll, ebenso wie den als Anführer des militärischen Arms eingeschätzten Rüdiger von Pescatore unter dem dringenden Tatverdacht, als Rädelsführer – im Sinne von § 129a Abs. 4 StGB – an der Bildung einer terroristischen Vereinigung teilgenommen zu haben. Der Haftbefehl wurde vom Ermittlungsrichter des Bundesgerichtshofs bestätigt; Prinz Reuß befindet sich seitdem in Untersuchungshaft.
Das Landesamt für Verfassungsschutz Hessen war im Frühjahr 2022 auf Prinz Reuß aufmerksam geworden. Die Bundesanwaltschaft betrachtet ihn als zentrale Figur der „Patriotischen Union“, die einen Umsturz vorbereitet haben soll. Nach dessen Erfolg sei geplant gewesen, Prinz Reuß als Regenten von Deutschland einzusetzen. Im Detail habe die Gruppe geplant, das Reichstagsgebäude zu stürmen und die Stromversorgung staatlicher Institutionen zu stören. Die Bundesregierung sollte festgesetzt werden. Es war laut Bundesanwaltschaft bereits ein Schattenkabinett zusammengestellt worden, dem unter anderem die Richterin und Politikerin Birgit Malsack-Winkemann (AfD) als Justizministerin angehörte. Neben seiner Wohnung in Frankfurt wurde auch das Jagdschloss Waidmannsheil von Spezialkräften durchsucht. Hier soll er nach Auskunft der Ermittler eine „Bunkeranlage mit autonomer Strom- und Wasserversorgung“ vorbereitet haben. Seine gleichfalls verhaftete Lebensgefährtin Vitalia B., eine russische Staatsbürgerin, wird verdächtigt, für ihn einen Kontakt zur Botschaft der Russischen Föderation hergestellt zu haben. Außerdem gehen die Ermittler dem Verdacht nach, dass Reuß über eine Unternehmenskonstruktion als „Geldbeschaffer der ‚Patriotischen Union‘“ aktiv gewesen sei.
Am 7. Dezember 2022 wurden insgesamt 22 mutmaßliche Mitglieder und drei mutmaßliche Unterstützer der Gruppe festgenommen, gegen 27 weitere wird ermittelt. Bundesjustizminister Marco Buschmann bezeichnete die Polizeiaktion in Deutschland, Italien und Österreich als „Anti-Terror-Einsatz“.
Nach einer Razzia am 22. Mai 2023 wurden drei weitere Personen festgenommen.
Der 3. Strafsenat des Bundesgerichtshofes ordnete am 11., 12. und 13. Juli 2023 im Rahmen der nach sechs Monaten vorgeschriebenen Haftprüfung die Fortdauer der Untersuchungshaft gegen zweiundzwanzig Beschuldigte an, darunter auch die beiden mutmaßlichen Rädelsführer. Es bestehe gegen zwanzig von ihnen dringender Tatverdacht der mitgliedschaftlichen Beteiligung an einer terroristischen Vereinigung und der Vorbereitung eines hochverräterischen Unternehmens. Die Haftgründe der Fluchtgefahr und der Schwerkriminalität seien gegeben. Der besondere Umfang und die besondere Schwierigkeit des Verfahrens hätten ein Urteil noch nicht zugelassen und rechtfertigten die Fortdauer der Haft.

## Strafverfahren vor dem Oberlandesgericht Frankfurt am Main
Am 11. Dezember 2023 erhob der Generalbundesanwalt gegen 27 mutmaßliche Mitglieder der Patriotischen Union Anklage. Reuß und 9 weitere Angeschuldigte wurden dabei vor dem Oberlandesgericht Frankfurt am Main angeklagt. Ihm werden Gründung einer und Mitgliedschaft als Rädelsführer in einer terroristischen Vereinigung, der Vorbereitung eines hochverräterischen Unternehmens sowie Verstöße gegen das Waffengesetz vorgeworfen. Beginn der Hauptverhandlung war am 21. Mai 2024. Im Rahmen des Strafprozesses äußerte sich Reuß am 28. Juni 2024 zum ersten Mal seit der Verhaftung öffentlich. Er sprach zwei Stunden lang hauptsächlich über seinen persönlichen Werdegang und stritt insbesondere den Vorwurf der Anklage ab, er habe Gewalt in Kauf genommen. Inhaltlich sagte er zu den seiner Gruppe vorgeworfenen Umsturzplänen nur, man habe sich in der „Erd-Allianz“ getäuscht, die sich als „trojanisches Pferd“ herausgestellt habe.